# Пісні в Капоейрі

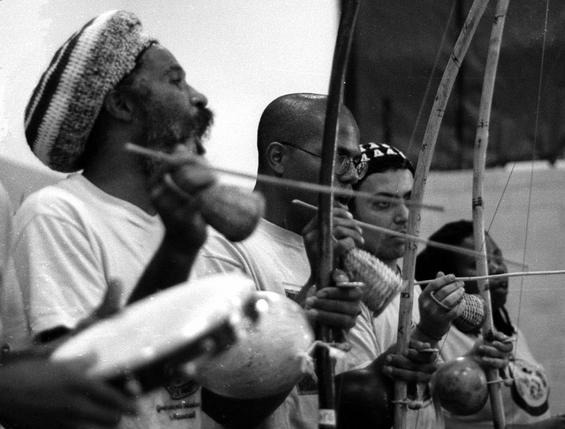
Местре Кобра Манса веде роду

В капоейрі музиці і співам приділяється значна увага. Пісні зазвичай несуть певне змістове навантаження і поділяються на декілька видів.

## Види пісень
В капоейрі виділяють чотири види пісень. Три з них: ладаїнья, шула і коридус відносяться до традиційної капоейри. Квадрос з'явилився пізніше і, в основному, характерний для сучасної капоейри.

### Ладаінья
Ладаінья (порт. ladainha) — це традиційна сольна пісня майстра (або людини, що «веде» роду). Виконувач може розповідати притчу або передавати повідомлення глядачам. Соло може бути імпровізованим. Поки майстер співає, перша пара гравців, сидить по обидві сторони від нього і чекає. Починати роду з ладаінї характерно, здебільшого, для капоейри стилю Ангола.
Приклад ладаінї:
| Perguntei a João Grande                | Я спитав Жоао Гранжі               |
| O que é a capoeira                     | Що є капоейра                      |
| Ele com seu jeito humilde              | Він зі звичною скромністю          |
| Respondeu dessa maneira                | Відповів наступне                  |
| É tudo que a boca come                 | Це все що їсть рот                 |
| É tudo que o pé anda                   | Це все по чому ходить нога         |
| É tudo que a cabeça pensa              | Це все про що думає голова         |
| É tudo que a mão alcança               | Це все що тримає рука              |
| Capoeira minha aluna                   | Капоейру, мій учень,               |
| Só não aprende quem não quer           | Не вивчить тільки той, хто не хоче |
| O N’golo é adequado                    | Н'ґоло підходить                   |
| Para homem, menino, e mulher           | чоловіку, дитині і жінці           |
| Veja bem agora escute                  | Подивитися добре, тепер слухай     |
| Essas palavras não são minhas          | Ці слова не мої                    |
| Tudo isso me foi dito                  | Все це було сказано мені           |
| Pelo meu Mestre Pastinha, camaradinha! | Моїм майстром Пастінья             |

### Шула
Шула (порт. chula) — форма пісень що співаються після ладаінї. В такій пісні соліст кидає виклик хору, а хор відповідає йому, повторюючи його слова. Найчастіше, у шулі дякують і вихваляють Бога, сили природи, капоейру і людей, а також дють сигнал розпочинати гру.
Приклад шули:
| Viva meu Deus                     | Слався мій Боже           |
| (Хор) Iê, viva meu Deus, camara   | Слався мій Боже, друже    |
| Iê, viva meu mestre               | Слався мій майстер        |
| (Хор) Iê, viva meu mestre, camara | Слався мій майстер, друже |
| Iê, quem me ensinou               | Той що вчив мене          |
| (Хор)Iê, quem me ensinou, camara  | Той що вчив мене, друже   |
| Iê, a Capoeira                    | Капоейра                  |
| (Хор)Iê, a Capoeira, camara       | Капоейра, друже           |
| Iê, galo cantou                   | Півень прокричав          |
| (Хор) Iê, galo cantou, camara     | Півень прокричав, друже   |
| Iê, Côcorôcô                      | Кукаріку                  |
| (Хор)Iê, Côcorôcô, camara         | Кукаріку, друже           |

### Коридус
Коридус (порт. corridos) — набір пісень-кориду (порт. corrido), що співаються безпосередньо під час гри. Так само як і шула, кориду є діалогом між хором і солістом. Приспів, що виконується хором, завжди складається лише з одного рядка. Зазвичай, цей рядок повторюється впродовж усієї пісні. 
Приклад коридус:
| Eu não sou daqui         | Я не з відси                 |
| (Хор) Marinheiro só      | Я мореплавець                |
| Eu não tenho amor        | В мене не має любові         |
| (Хор) Marinheiro só      | Я мореплавець                |
| Eu sou da Bahia          | Я з Баії                     |
| (Хор) Marinheiro só      | Я мореплавець                |
| De São Salvador          | З Святого Сальвадору         |
| (Хор) Marinheiro só      | Я мореплавець                |
| O marinheiro, marinheiro | Мореплавець, мореплавець     |
| (Хор) Marinheiro só      | Я мореплавець                |
| Quem to ensinou a nadar  | Хто навчав тебе плавати      |
| (Хор) Marinheiro só      | Я мореплавець                |
| Foi o tombo do navio     | Бувало падав я на палубу     |
| (Хор) Marinheiro só      | Я мореплавець                |
| Foi o balanço do mar     | Бувало коли море хвилювалось |
| (Хор) Marinheiro só      | Я мореплавець                |
| Lá vem, lá vem           | Він приходив, він приходив   |
| (Хор) Marinheiro só      | Я мореплавець                |
| Ele vem faceiro          | Він приходив стрімко         |
| (Хор) Marinheiro só      | Я мореплавець                |
| Todo de branco           | Весь у білому                |
| (Хор) Marinheiro só      | Я мореплавець                |
| Com seu bonezinho        | Зі своєю шапочкою            |

### Квадрос
Квадрос (порт. quadros) — більш новий вид пісень: партія хору складається з двох або чотирьох рядків і співається на чотири такти (від чого й походить назва, quadro — означає «чотири»). Більшість сучасних пісень капоейри належать саме до квадрос.
Приклад квадрос:
| Eh Chora                                                                                            | Плач                                                                                                  |
| Хор Chora capoeira, capoeira chora Chora capoeira, Mestre Bimba foi embora                          | Плач капоейра, капоейра плач Плач капоейра, Майстер Бімба пішов (помер)                               |
| Mestre Bimba foi embora Por favor tire o chapéu Mas nâo vá chorar agora Mestre Bimba foi pro céu    | Майстер Бімба пішов Будь ласка, зніми шапку Але не потрібно плакати тепер Майстер Бімба пішов на небо |
| Хор Chora capoeira, capoeira chora Chora capoeira, Mestre Bimba foi embora                          | Плач капоейра, капоейра плач Плач капоейра, Майстер Бімба пішов                                       |
| Mestre Bimba foi embora Mas deixou jôgo bonito Deve estar jogando agora Numa roda do infinito       | Майстер Бімба пішов Але залишив красиву гру Зараз бін напевно грає У нескінченній роді                |
| Хор Chora capoeira, capoeira chora Chora capoeira, Mestre Bimba foi embora                          | Плач капоейра, капоейра плач Плач капоейра, Майстер Бімба пішов                                       |
| Mestre Bimba foi embora Nâo teve chôro e nem mistério O berimbau tocou sereno Na porta do cemitério | Майстер Бімба пішов Не плач і не приховуй Берімбау грає голосно Біля воріт цвинтаря                   |
| Хор Chora capoeira, capoeira chora Chora capoeira, Mestre Bimba foi embora                          | Плач капоейра, капоейра плач Плач капоейра, Майстер Бімба пішов (помер)                               |

## Зміст пісень
Два основних змістових напрямки в піснях капоейри — релігійне і побутове. У першому випадку в піснях відображаються різноманітні релігійні і філософські аспекти життя капоейриста, у другому соліст намагається донести різноманітні проблеми і моменти життя як осбистого, так і цілого народу.

## Значення пісень для капоейри
Пісні мають дуже важливе значення для капоейри, складаючи невід'ємну частину її культурної сторони.
|                    | Уміння співати і відповідати... ... це обов'язок кожного капоейриста. Невміння співати соло — це не недолік, але невміння відповідати разом з хором — це великий недолік. В батерії не мають знаходитися люди, які не співають разом з хором". "Чому в піснях є сюжет?.. ...Для того, щоб, коли в роду приходить представник іншої групи або майстер, імпровізація попереджувала роду, що потрібно зупинитися, чи навпаки підбадьорювала продоажувати гру" |
| — Майстер Пастінья | |

## Зноски
1. ↑  Архів FICA, ладаінья для майстра Жоао Гранжі
2. ↑  Capoeira Lyrics: Association of Schools of Capoeira
3. ↑  Архів пісень на сайті київської групи Expressão Paulista de Capoeira
4. ↑  "Herança de Pastinha. Metafísica da Capoeira". Decanio, Ângelo; Colecão São Salomão 3, Salvador: Produção Independente, 1996., стр. 38, стр. 54

## Ссылки
- Capoeira Lyrics Project — Великий архів текстів пісень капоейри.